# Småtjärnen (Silleruds socken, Värmland, 659291-130291)
Småtjärnen är en sjö i Årjängs kommun i Värmland och ingår i Göta älvs huvudavrinningsområde.